# شهرستان تیلور (جورجیا)
شهرستان تیلور، جورجیا (به انگلیسی: Taylor County, Georgia) یک سکونتگاه مسکونی در ایالات متحده آمریکا است که در جورجیا واقع شده‌است.